# Bob Rouse
Robert John „Bob“ Rouse (* 18. Juni 1964 in Surrey, British Columbia) ist ein ehemaliger kanadischer Eishockeyspieler, der im Verlauf seiner aktiven Karriere zwischen 1980 und 1999 unter anderem 1197 Spiele für die Minnesota North Stars, Washington Capitals, Toronto Maple Leafs, Detroit Red Wings und San Jose Sharks in der National Hockey League auf der Position des Verteidigers bestritten hat. Seine größten Karriereerfolge feierte Rouse in Diensten der Detroit Red Wings mit dem Gewinn des Stanley Cups in den Jahren 1997 und 1998.

## Karriere
Rouse spielte zunächst vier Jahre von 1980 bis 1984 in der Western Hockey League bei den Billings Bighorns, Nanaimo Islanders und Lethbridge Broncos. Mit den Broncos gewann der Verteidiger in der Saison 1982/83 den President’s Cup, die Meisterschaftstrophäe der WHL. Anschließend nahm er mit dem Team am Memorial Cup teil. Bereits im Vorjahr war Rouse im NHL Entry Draft 1982 in der vierten Runde an 80. Stelle von den Minnesota North Stars aus der National Hockey League ausgewählt worden.
Nach dem Ende seiner Juniorenkarriere bestritt Rouse am Ende der Spielzeit 1983/84 sein erstes NHL-Spiel für das Franchise und blieb dem Team bis in die Saison 1988/89 hinein treu. Im März 1989 transferierte ihn das Management nach fast fünf Jahren in Diensten des Teams gemeinsam mit Dino Ciccarelli zu den Washington Capitals. Diese gaben im Gegenzug Mike Gartner und Larry Murphy an die North Stars ab. Der Kanadier blieb daraufhin fast zwei Jahre bis zum Januar 1991 in der US-amerikanischen Hauptstadt, bevor er erneut – diesmal mit Peter Zezel – den Verein wechselte. Im Tausch für den schusskräftigen Abwehrspieler Al Iafrate wurden die beiden Spieler zu den Toronto Maple Leafs geschickt.
Auch in der kanadischen Metropole erarbeitete sich Rouse einen Platz im Kader und stand den Rest des Spieljahres 1990/91 sowie die folgenden vier im Aufgebot. Im Sommer 1994 wechselte er erneut innerhalb der NHL, als er als Free Agent zu den Detroit Red Wings ging. Mit dem Team gewann er in den Jahren 1997 und 1998 in zwei aufeinanderfolgenden Spielzeiten den Stanley Cup. Nach dem zweiten Erfolg unterschrieb Rouse im Sommer 1998 bei den San Jose Sharks, wo sein Vertrag im Dezember der Saison 1999/2000 aufgelöst wurde. Daraufhin beendete Rouse im Alter von 33 Jahren seine aktive Karriere.

### International
Mit der kanadischen Nationalmannschaft nahm Rouse an der Weltmeisterschaft 1987 in der österreichischen Hauptstadt Wien teil. Dort belegte er mit der Mannschaft den vierten Rang. In vier Turnierspielen blieb der Verteidiger punktlos.

## Erfolge und Auszeichnungen
| - 1983 President’s-Cup-Gewinn mit den Lethbridge Broncos - 1984 WHL East First All-Star Team - 1984 Bill Hunter Memorial Trophy | - 1997 Stanley-Cup-Gewinn mit den Detroit Red Wings - 1998 Stanley-Cup-Gewinn mit den Detroit Red Wings |

## Karrierestatistik

### International
Vertrat Kanada bei:
- Weltmeisterschaft 1987

(Legende zur Spielerstatistik: Sp oder GP = absolvierte Spiele; T oder G = erzielte Tore; V oder A = erzielte Assists; Pkt oder Pts = erzielte Scorerpunkte; SM oder PIM = erhaltene Strafminuten; +/− = Plus/Minus-Bilanz; PP = erzielte Überzahltore; SH = erzielte Unterzahltore; GW = erzielte Siegtore; 1 Play-downs/Relegation; Kursiv: Statistik nicht vollständig)